# 北海道道212号旭川大雪山層雲峡線
北海道道212号旭川大雪山層雲峡線（ほっかいどうどう212ごうあさひかわだいせつざんそううんきょうせん）は、北海道旭川市と上川郡上川町を結んでいた一般道道（北海道道）であったが、未開通区間の建設が中止され、2000年に1160号旭川旭岳温泉線と1162号銀泉台線に分割された。

## 概要

### 路線データ
- 起点：北海道旭川市4条通9丁目（国道39号交点）
- 終点：北海道上川郡上川町字層雲峡（国道273号交点）
- 総延長：60.4km

## 歴史
- 1954年（昭和29年）3月30日 - 78号として路線認定[1]。
- 1994年（平成6年）10月1日 - 路線番号を212号に変更[2]。
- 2000年（平成12年）12月12日 - 路線分割により路線廃止[3]。

## 路線状況
東神楽町字志比内から美瑛町字忠別までは、213号と重複しない区間も存在したが、忠別ダム建設に伴い、美瑛町側は廃道、東神楽町側は忠別ダム下にある新忠別発電所への連絡道路として残っている（該当区間において、現在は213号と1160号は完全に重複している）。

### 重複区間
- 旭川市4条通9丁目 - 旭川市1条通9丁目（北海道道20号旭川停車場線）
- 旭川市1条通9丁目 - 旭川市1条通19丁目（北海道道219号新開旭川線）
- 旭川市1条通9丁目 - 旭川市豊岡1条2丁目（北海道道294号東川東神楽旭川線）
- 旭川市東旭川町旭正（北海道道37号鷹栖東神楽線）
- 上川郡東神楽町字志比内（北海道道213号天人峡美瑛線）
- 上川郡美瑛町字忠別（北海道道213号天人峡美瑛線）

## 地理

### 通過する自治体
- 上川総合振興局
  - 旭川市
  - 上川郡
    - 東川町
    - 東神楽町
    - 美瑛町
    - 上川町

※旭川市→東川町→東神楽町→美瑛町→東川町→（未開通区間）→上川町の順に通過する。

### 主な接続道路
旭川市
- 国道39号 - 4条通9丁目（起点）
- 北海道道20号旭川停車場線 - 4条通9丁目、1条通9丁目（重複）
- 北海道道98号旭川多度志線 - 1条通9丁目
- 北海道道219号新開旭川線 - 1条通9丁目、1条通19丁目（重複）
- 北海道道294号東川東神楽旭川線 - 1条通9丁目、豊岡1条2丁目（重複）
- 北海道道90号旭川環状線 - 東光4条6丁目
- 北海道道37号鷹栖東神楽線 - 東旭川町旭正（重複）

東川町
- 北海道道294号東川東神楽旭川線 - 南町1丁目
- 北海道道611号瑞穂東川線 - 北町1丁目

東神楽町
- 北海道道213号天人峡美瑛線 - 志比内（重複）

美瑛町
- 北海道道213号天人峡美瑛線 - 忠別（重複）

上川町
- 国道273号 - 層雲峡（終点）